# Kunoy (Kunoy)
Kunoy [ˈkuːnɪ] és un poble i municipi de l'illa de Kunoy, a les illes Fèroe. L'1 de gener de 2021 tenia 76 habitants. El poble de Kunoy és la capital d'un municipi que també inclou el poble de Haraldssund. El nombre total d'habitants de tot el municipi és de 141 persones. Hi havia hagut un tercer poble a Kunoy, Skarð. Situat al nord de Haraldssund, va ser abandonat a l'hivern de 1919 arran d'una gran tragèdia ocorreguda pels volts de Nadal del 1913 quan tots els homes del poble es van perdre al mar.
El poble està situat a la costa oest de l'illa envoltat d'un impressionant paisatge de muntanyes. S'hi pot arribar en cotxe des de l'illa de Borðoy (Klaksvík) creuant el pont que uneix les dues illes i després agafant el túnel que uneix els costats est i oest de l'illa. Aquest túnel que connecta les dues costes de l'illa i els pobles de Kunoy i Haraldssund es va inaugurar el 1988.
Al municipi hi ha sis muntanyes superiors als 800 metres, de les quals el Kúvingafjall de 830 metres, és la més alta. A l'extrem nord de Kunoy, els penya-segats que crea el Kunoyarnakkur, són molt coneguts per la seva fauna d'aus, que inclou puffins, guillemots i Risses.
L'església de Kunoy és del 1867.